# Chrysorabdia
Chrysorabdia är ett släkte av fjärilar. Chrysorabdia ingår i familjen björnspinnare.
Kladogram enligt Catalogue of Life:
| Chrysorabdia | \| \| Chrysorabdia alpina \| \| \| \| \| \| Chrysorabdia aurantiaca \| \| \| \| \| \| Chrysorabdia bivitta \| \| \| \| \| \| Chrysorabdia disjuncta \| \| \| \| \| \| Chrysorabdia strigata \| \| \| \| \| \| Chrysorabdia vilemani \| \| \| \| \| \| Chrysorabdia wilemani \| \| \| \| \| \| Chrysorabdia viridata \| \| \| \| |
|              | \| \| Chrysorabdia alpina \| \| \| \| \| \| Chrysorabdia aurantiaca \| \| \| \| \| \| Chrysorabdia bivitta \| \| \| \| \| \| Chrysorabdia disjuncta \| \| \| \| \| \| Chrysorabdia strigata \| \| \| \| \| \| Chrysorabdia vilemani \| \| \| \| \| \| Chrysorabdia wilemani \| \| \| \| \| \| Chrysorabdia viridata \| \| \| \| |
|              | Chrysorabdia alpina |
|              | |
|              | Chrysorabdia aurantiaca |
|              | |
|              | Chrysorabdia bivitta |
|              | |
|              | Chrysorabdia disjuncta |
|              | |
|              | Chrysorabdia strigata |
|              | |
|              | Chrysorabdia vilemani |
|              | |
|              | Chrysorabdia wilemani |
|              | |
|              | Chrysorabdia viridata |
|              | |

## Bildgalleri

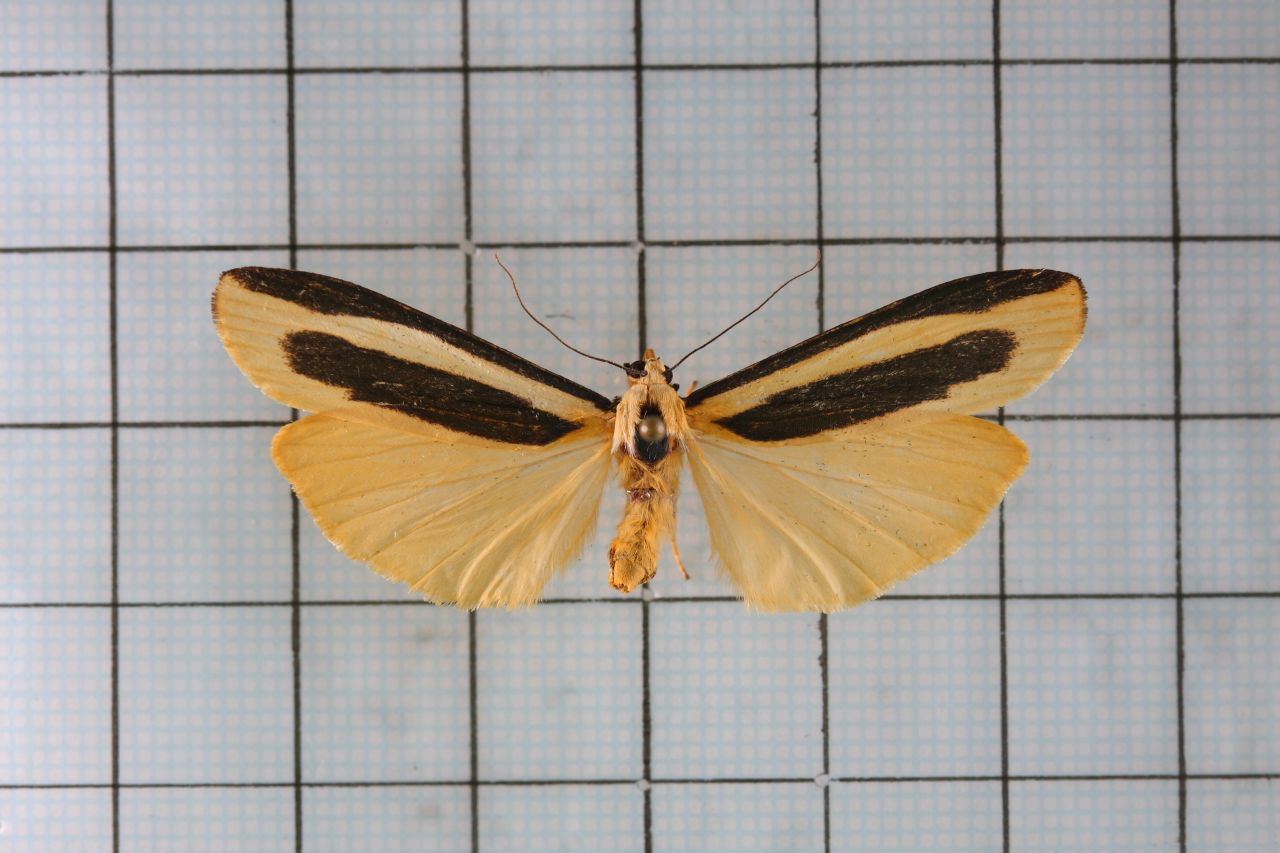
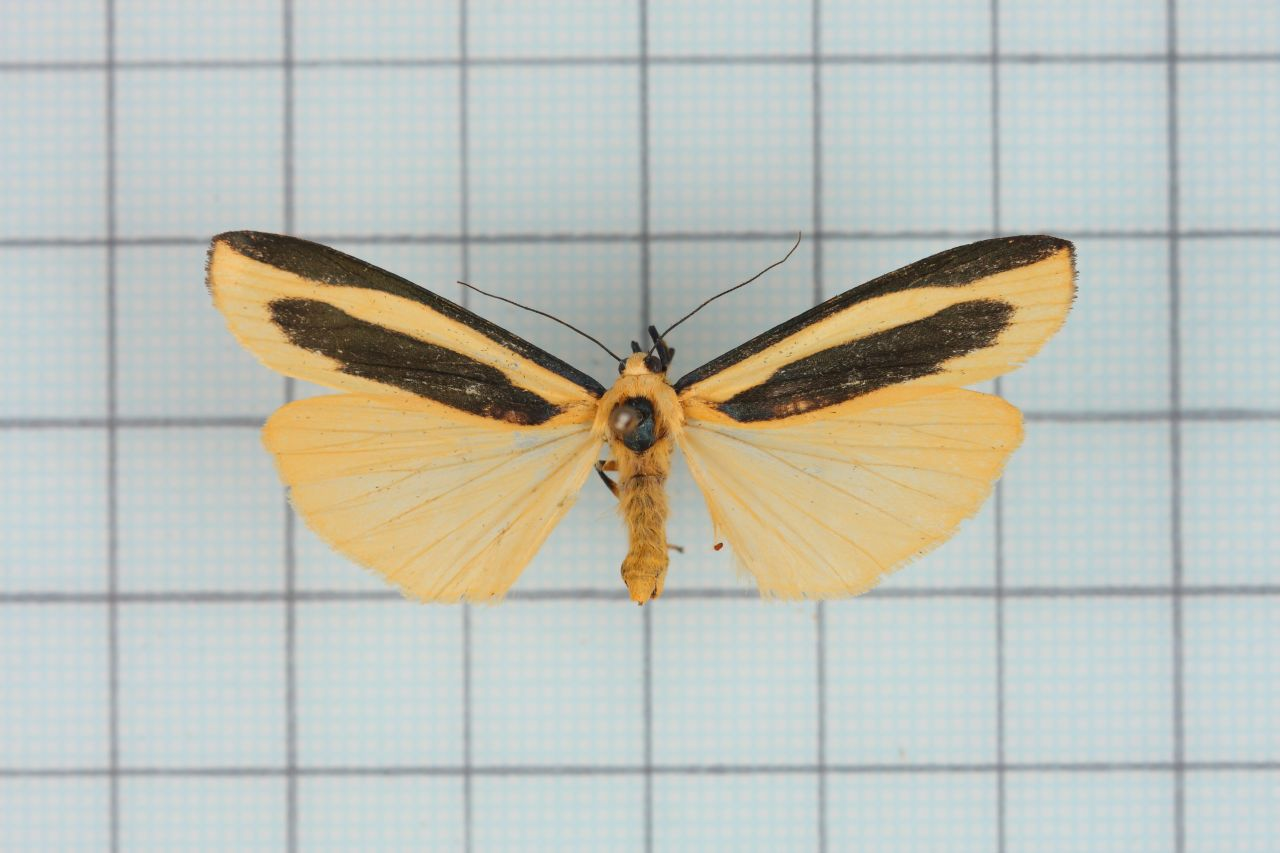
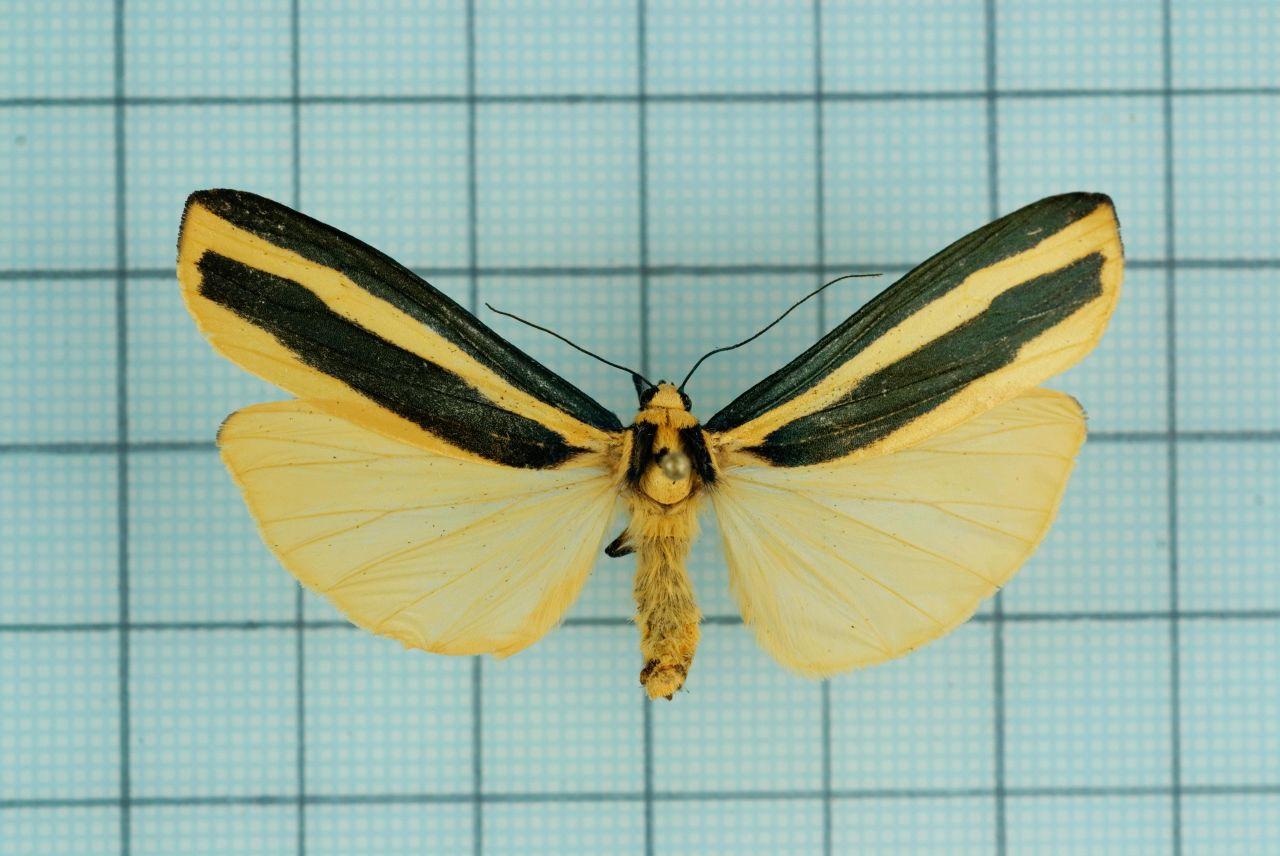
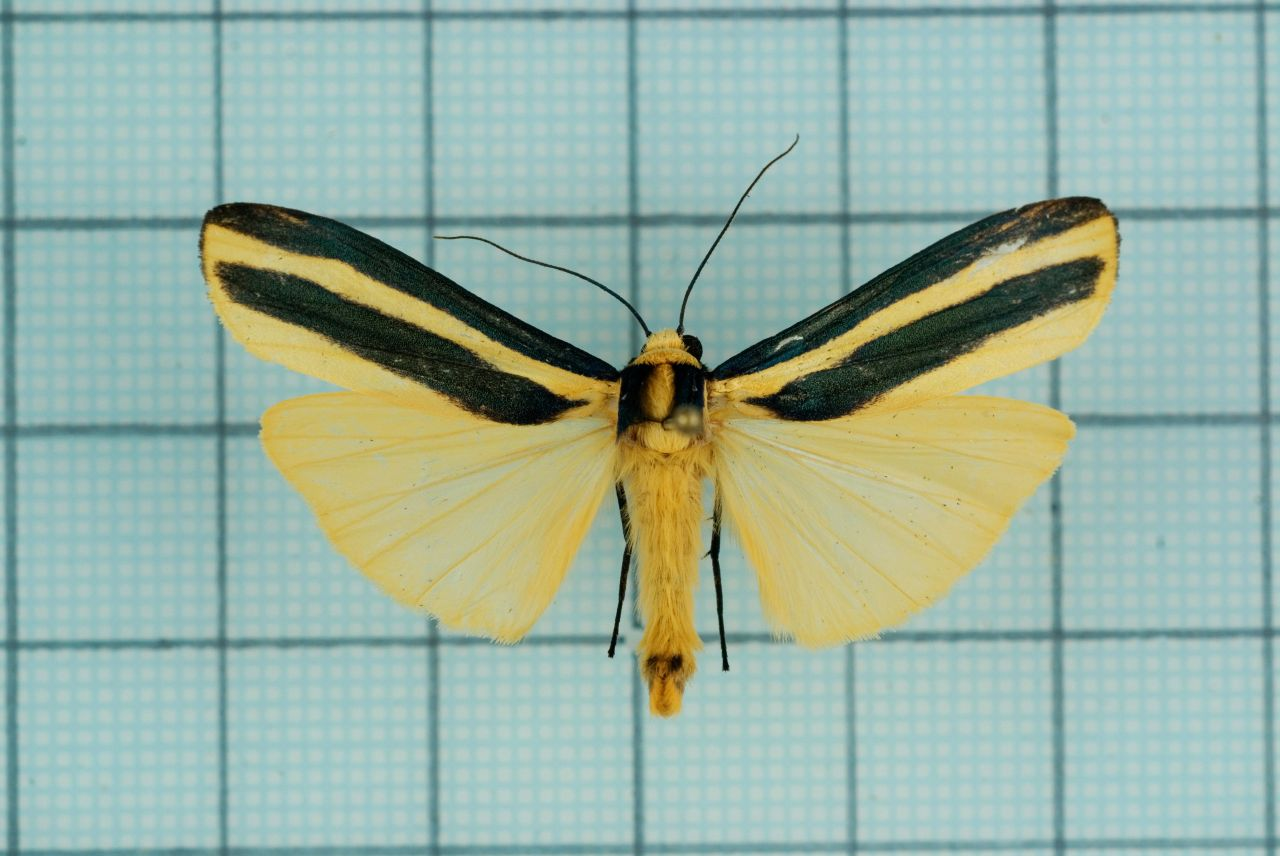
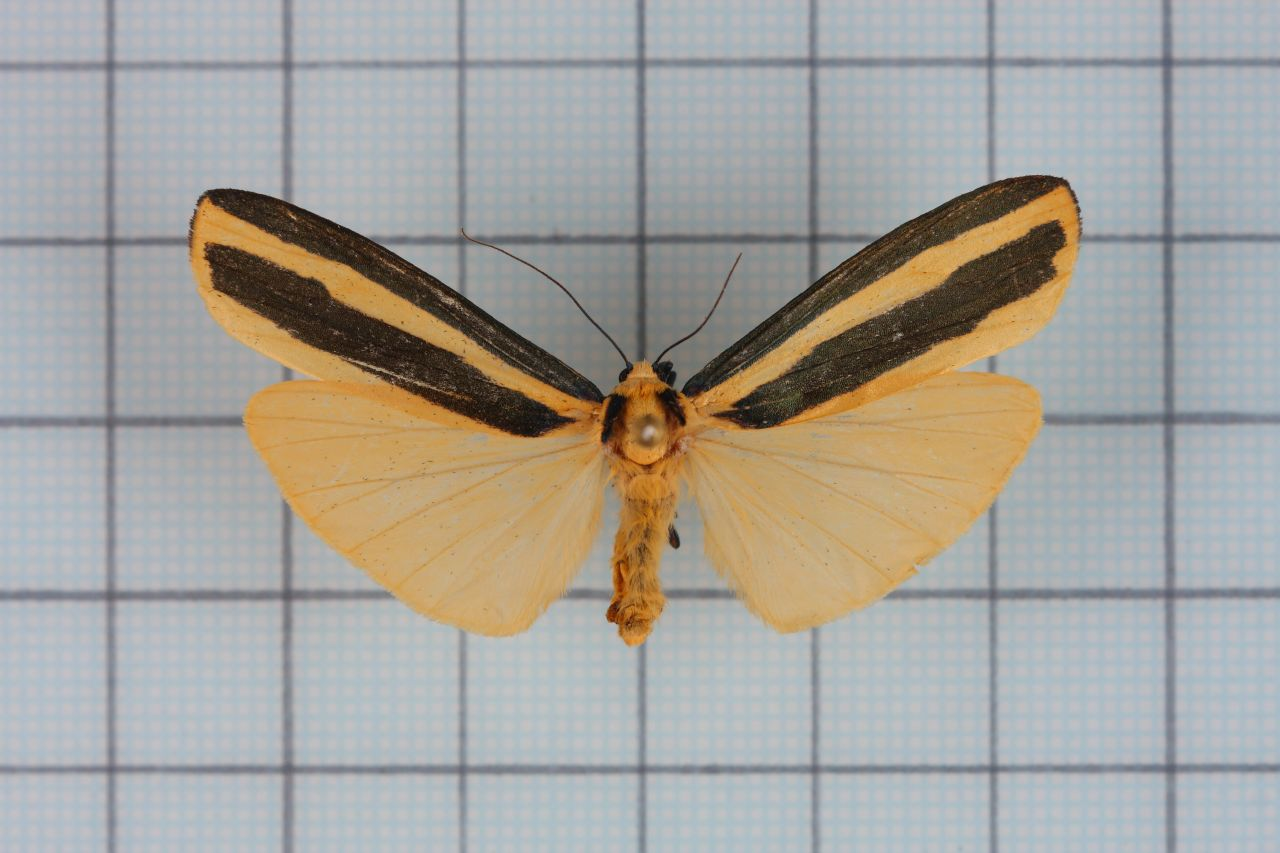
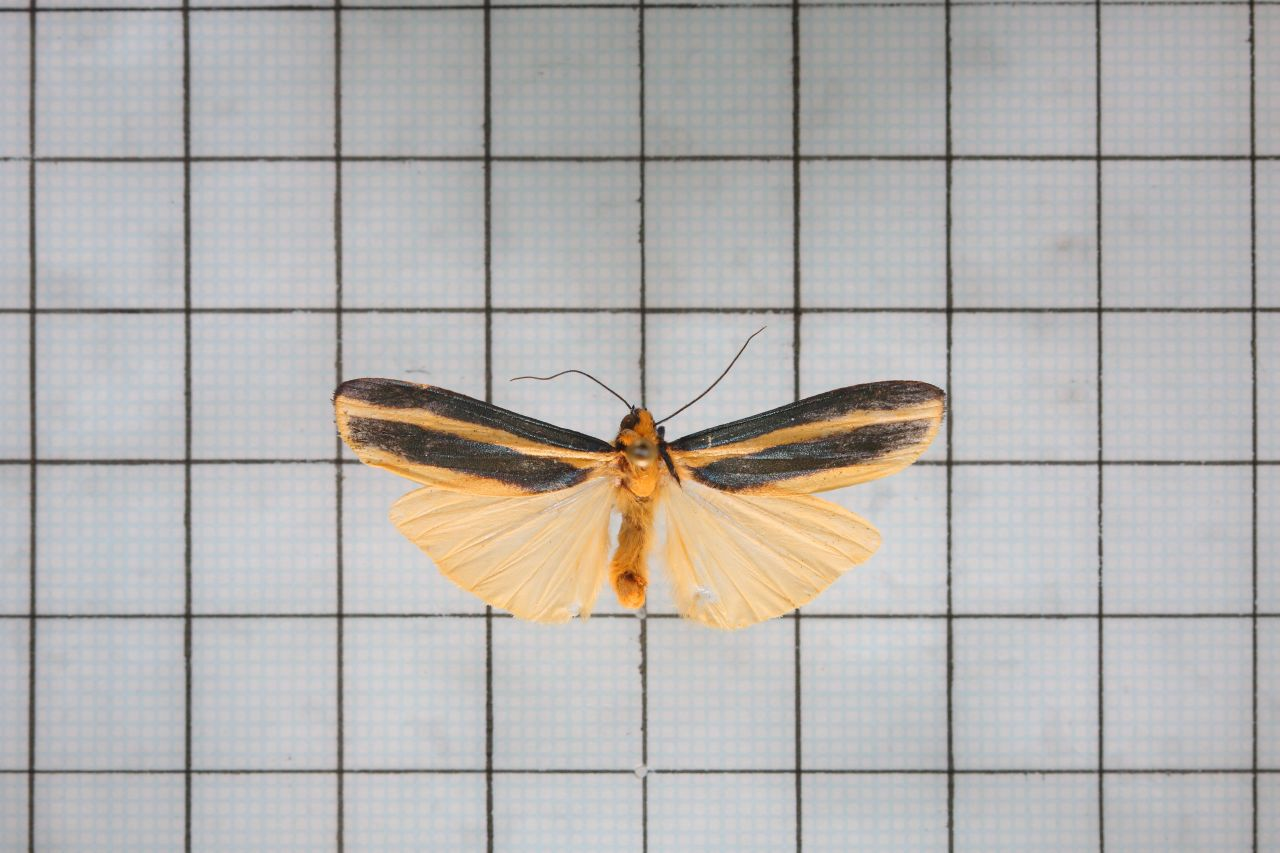